# Легіон (табір)
«Легіон» — пластовий табір, який має на меті сприяти самопізнанню учасників, віднайденню ними свого покликання та шляху в житті через спеціальну вишкільну систему тренінгів, вправ, занять та змагань. Заснований у 1996 році і проводиться щорічно. Зі 2005 року організатори, окрім табору, проводять також ряд заходів протягом року: «Експльозія», «Стрілець», «Борець», «Розвідник», «Перо», «Терен», «Десант» та ін.
У 2013 році вперше разом із військово-історичною дружиною «Чорна Галич» проведено Вишкіл Історичного Середньовічного Бою в Львові.

## Історія
У серпні 1996 року вперше було проведено табір «Легіон». Він відбувся поблизу с. Люта (Закарпатська обл).

## Система вишколів
На таборі діє чотирьох рівнева система вишколів:

- стрільці: учасники від 15(в особливих випадках 14) до 17 років, які на «Легіоні» вперше;
- старші стрільці: учасники від 16 до 18(в особливих випадках 24) років, які пройшли вишкіл стрільців. В їх обов'язки входить управляти роєм стрільців;
- підстаршина: учасники від 18 років. Майбутні інструктори військового пластування;
- старшина: провід (організатори) табору від 18 років[3].

## Структура табору
На таборі діє українська традиція військових назв.
Учасники табору об'єднуються у таких відділах:
- рій (4-8 стрільців) на чолі з ройовим та його заступником;
- чота (2-4 рої) на чолі з чотовим та його заступником. Проміжна ланка. Утворюється за потребою;
- сотня (2-3 чоти або 4-6 роїв) на чолі з сотником, хорунжим, осавулом, писарем, суддею, обозним.

## Лицарський Хрест
Відзнака табору — давньоукраїнський рівносторонній хрест, виконаний у стилі руської плетінки. Хрест символізує тяглість української військової традиції.
Від початку заснування табору, учаснику, який найкраще пройшов вишкіл свого рівня (першуну) видавали дерев'яний хрест. Згодом хрести замінили на залізні і кожного року передавались наступним першунам. У 2006 році було утворено «Братство Легіонерів», усі учасники якого можуть носити мідний хрест. До братства вступають ті учасники таборів, які показали добрий результат вишколу.

### Пісня «Мій Лицарський Хрест»
Сашко Положинський у 2006 році на таборі «Легіон-10» написав текст пісні «Мій лицарський хрест». Улітку 2008 року було презентовано дві версії пісні, одна з яких була записана разом із Андрієм Підлужним.
У 2009 році під час табору «Легіон-12» і Другого всеукраїнського скаутського Джемборі поблизу с. Нирків пластунами було знято відео на пісню, яке було презентовано у 2010 році.

## Згадки в ЗМІ
- (Телеканал 1+1. ТСН) Лісовий легіон [Архівовано 4 березня 2016 у Wayback Machine.]
- (Телеканал СТБ) На Тернопільщині пластунів навчають, як вижити у лісі і влучно стріляти з автомата
- (Zik) У Золочеві завершився крайовий всеукраїнський вишкільний табір пластунів[недоступне посилання]
- (Zolochiv.net) У Золочеві відбулося відкриття табору всеукраїнської організації «Пласт» — «Легіон-15» [Архівовано 8 вересня 2013 у Wayback Machine.]
- (20хвилин) На Тернопіллі «Легіон»
- (Zolochiv.net) У Золочеві відбулося закриття табору всеукраїнської організації «Пласт» — «Легіон-15»